# .mt
.mtは国別コードトップレベルドメイン（ccTLD）の一つで、マルタに割り当てられている。

## 第二レベルドメイン
- com.mt: 商業組織
- org.mt: 非営利組織
- net.mt: ネットワークサービスプロバイダ
- edu.mt: 教育機関
- gov.mt: マルタ政府機関